# Aximogastra bahiae
Aximogastra bahiae är en stekelart som beskrevs av William Harris Ashmead 1904. Aximogastra bahiae ingår i släktet Aximogastra och familjen kragglanssteklar. Inga underarter finns listade.